# Municipio de Lyon (condado de Lewis)
El municipio de Lyon (en inglés: Lyon Township) es un municipio ubicado en el condado de Lewis en el estado estadounidense de Misuri. En el año 2010 tenía una población de 431 habitantes y una densidad poblacional de 2,61 personas por km².

## Geografía
El municipio de Lyon se encuentra ubicado en las coordenadas 40°12′5″N 91°41′54″O / 40.20139, -91.69833. Según la Oficina del Censo de los Estados Unidos, el municipio tiene una superficie total de 165.16 km², de la cual 164,76 km² corresponden a tierra firme y (0,24 %) 0,39 km² es agua.

## Demografía
Según el censo de 2010, había 431 personas residiendo en el municipio de Lyon. La densidad de población era de 2,61 hab./km². De los 431 habitantes, el municipio de Lyon estaba compuesto por el 96,29 % blancos, el 1,39 % eran afroamericanos, el 0,23 % eran amerindios, el 1,39 % eran de otras razas y el 0,7 % eran de una mezcla de razas. Del total de la población el 1,39 % eran hispanos o latinos de cualquier raza.